# L'Intervention
L'Intervention (bra: 15 Minutos de Guerra) é um filme de guerra franco-belga de 2019 dirigido por Fred Grivois. É baseado vagamente nos eventos reais da crise de reféns de Loyada.

## Sinopse
Em fevereiro de 1976, no Djibouti, um ônibus escolar de filhos de militares franceses foi feito refém a cem metros da fronteira com a Somália. O recém-criado GIGN é enviado ao local com atiradores de elite, onde após 30 horas de tensão é organizada uma operação de resgate. Essa equipe, tão diversa quanto indisciplinada, lideraria uma operação de alto risco que marcaria o nascimento do GIGN.

## Elenco
Segue abaixo a tabelo do elenco:
| Ator                        | Personagem                       | Detalhes                        |
| --------------------------- | -------------------------------- | ------------------------------- |
| Alban Lenoir                | André Gerval                     | Inspirado em Christian Prouteau |
| Olga Kurylenko              | Jane Andersen                    | Inspirada em Jehanne Bru        |
| Sébastien Lalanne           | Pierre Cazeneuve                 |                                 |
| Michaël Abiteboul           | Georges Campère                  |                                 |
| Vincent Perez               | General Favrart                  |                                 |
| Josiane Balasko             | Michèle Sampieri                 |                                 |
| Guillaume Labbé             | Jean-Luc Larrain                 |                                 |
| David Murgia                | Patrice Lorca                    |                                 |
| Ben Cura                    | Phillip Shafer                   |                                 |
| Josiane Balasko             | Michèle Sampieri                 |                                 |
| Kevin Layne                 | Barkhad                          |                                 |
| Moumouni Seydou Almoctar    | Mahat                            |                                 |
| André Pierre                | Morad                            |                                 |
| Salomé Guerreau             | Louise                           |                                 |
| Yanisse Lrhorfi             | John                             |                                 |
| Macéo Timmerman-Gabet       | Henri                            |                                 |
| Nabil Azoufi                | Malik Rahmani                    |                                 |
| Abdeladim Mazouzi           | Ilyass                           |                                 |
| Filippo Crine               | Bryan                            |                                 |
| Rhita Bastoun               | Jacqueline                       |                                 |
| Ali Ait Mazouz              | Irmão de Jacqueline              |                                 |
| Lorenzo Ozores              | Gary                             |                                 |
| Moumouni Seydou Almoctar    | Mahat                            |                                 |
| Adrian Curi                 | Ajudante de ordens               |                                 |
| Kelyan Kezbari              | Bernard                          |                                 |
| Claudio Dos Santos François | Simon                            |                                 |
| Pauline Sakellaridis        | Joséphine                        |                                 |
| Yannick Lyumugabe           | Toufik                           |                                 |
| Bamba Diop                  | Rahal                            |                                 |
| Kamel Kenzo                 | Legionário 1                     |                                 |
| Jean-Baptiste Maffrand      | Legionário 2                     |                                 |
| Mériem Sarolie              | Comissária de bordo / Jornalista |                                 |
| Elsa Rodde                  |                                  |                                 |
| Ahmed Mazouzi               | Zyed                             |                                 |
| Marc Pierret                | Piloto da aeronáutica            |                                 |
| Aurélia Picod               | Amante                           |                                 |
| Faycal Attougui             | Legionário durão                 |                                 |

## Produção
A filmagem principal foi realizada durante o verão de 2017, de junho a agosto no Marrocos, nomeadamente em Arfoud, Errachidia, Uarzazate, Essaouira e Quenitra. O filme foi originalmente desenvolvido sob o título "15 Minutos de Guerra" (em francês:  15 Minutes de guerre).

## Recepção
A recepção do filme foi mista e a bilheteria um fracasso. A crítica especializada focou na "injustiça" do colonialismo europeu e atacou o filme por glorificar os soldados franceses que resgataram as crianças, ao invés de denunciarem o "mal do colonialismo"; enquanto a audiência elogiou as cenas de ação. Também foi criticado o ritmo arrastado da história e a direção, além das imprecisões históricas gritantes, como a americanização da personagem de Olga Kurylenko. No site agregador de resenhas Rotten Tomatoes, o filme recebeu uma nota média de 50% com base em 6 avaliações da crítica. A audiência foi mais postivia, com 76% em menos de 50 avaliações. O Metacritic, que usa uma média ponderada, atribuiu ao filme uma pontuação de 44 de 100, com base em 4 críticos, indicando avaliações "mista ou média". A avaliação da audiência ficou em 5.0 baseada em 6 usuários. No site francês AlloCiné, o filme recebeu críticas mistas e foi classificado com a pontuação 2,8/5 pela imprensa com base em 12 jornais, e recebeu a nota 3,0/5 pelos espectadores com base em 201 resenhas.
A revista de cinema Les Fiches du Cinéma deu apenas 1 estrela e resumiu o filme em tons ideológicos como "um quarto de hora de tiroteio direto para 80 minutos de psicologia boba, virilidade boba e violência problemática". Thierry Chèze, na revista Première, também deu 1 estrela e seguiu a mesma linha: "A ambição é óbvia: misturar ousadamente filmes de ação e momentos de bravata, como Les Morfalous. Mas, na tela, nada disso funciona". Boyd van Hoeij, da revista The Hollywood Reporter, reclamou que todos os snipers do GIGN são homens e brancos. Continuando com o foco na ideologia, Mark Keizer, da revista Variety, iniciou sua crítica lamentando que o filme "ignora deliberadamente a problemática história colonial da França". Continuando nessa linha, o revisor protesta a precisão dos atiradores de elite - "que nunca erram um tiro" - e a realidade da operação: "Mesmo que tenha sido exatamente assim que aconteceu, como cinema é uma interpretação equivocada do que o público "woke" de hoje consegue suportar confortavelmente".
Em críticas mais técnicas, L'Intervention foi qualificado como um bom filme B que passou despercebido. O jornal Le Parisien deu a nota 3/5 e resumiu o filme como "Constantemente tenso, com humor carregado de testosterona, o filme mantém uma dimensão trágica que esclarece os fatos. Tudo é executado com perfeição." O Franceinfo deu 3/5 cinco estrelas e qualificou o filme como tenso e inspirado na cinematografia da década de 1970, sendo uma experiência que "cativa com seu suspense e direção impecável". O Ouest-France foi mais incisivo, acusando a fragilidade do diálogo e a direção ruim - "que usa câmera lenta pomposa a conta-gotas, e nunca com sabedoria" -, o que gerou um filme sem a tensão apropriada e que não é totalmente convincente. A atuação do protagonista, Alban Lenoir, foi considerada perfeita mas os personagens foram "muitas vezes reduzidos a silhuetas". A atuação de Olga Kurylenko também foi elogiada.
Muitos elementos apresentados no filme não são historicamente precisos. O motorista do ônibus escolar não era africano, mas um soldado francês convocado para o serviço militar; ele não abandona as crianças, mas confia ao mais novo dos alunos a bordo do ônibus a missão de transmitir as exigências dos terroristas às autoridades, fazendo dele o primeiro refém libertado. Não foi uma professora americana que se fez refém para se juntar às crianças, mas a assistente social francesa Jeahnne Bru da 13e DBLE da Legião Estrangeira; ela não participou dos combates, ao contrário da versão cinematográfica. Os gendarmes do GIGN comandados pelo Tenente Prouteau não usavam uniformes desgrenhados e descaracterizados, mas sim uniformes regulamentares. A própria Legião também teve atuação mais ativa na operação, sendo até mesmo alvejada pelo exército somaliano. Após o tiro simultâneo dos snipers do GIGN, os legionários avançaram para resgatar os reféns do ônibus e neutralizaram dois sequestradores que não foram mortos pelo tiro simultâneo. Eles foram apoiados por atiradores de elite da Legião e do GIGN e por um carro blindado Panhard AML 90 da Legião. Com tantas e tamanhas imprecisões, o filme foi desprezado como "uma ficção hollywoodiana de baixa qualidade, sem qualquer relação com a realidade".